# 亚当·赫洛热克
亚当·赫洛热克（捷克語：Adam Hložek；2002年7月25日—），是一名捷克足球运动员，场上司职前锋，目前效力于德甲球队賀芬咸，并代表捷克共和国参加国际比赛。

## 俱乐部生涯
赫洛热克于2002年7月25日出生在捷克小城伊万契采。他在12岁时就离开了家乡球队，与他的哥哥丹尼尔加入了布拉格斯巴达青训。仅仅4年后，2018年10月2日，他就在布拉格斯巴达4-1大胜波尔纳的捷克杯比赛中替补登场，上演一线队首秀，并在比赛中打进了一粒进球。2018年11月10日，在布拉格斯巴达3-1击败卡尔维纳市的捷甲比赛中，赫洛热克以16岁3个月16天的年龄完成了联赛首秀，就此成为了在联赛中出场时最年轻的布拉格斯巴达球员。2021年4月25日，在布拉格斯巴达主场4-2击败奥帕瓦的比赛中，赫洛热克分别在第16分钟、第53分钟、以及第74分钟各入一球，完成了职业生涯的首个帽子戏法。
勒沃库森
2022年6月2日，赫洛热克宣布与德甲球队勒沃库森签约，合約直至2027年夏天
2024年4月14日，赫洛热克与勒沃库森一起赢得了德甲联赛

## 国家队生涯
2020年9月4日，在捷克3-1客胜斯洛伐克的B级欧国联比赛中，赫洛热克首发出场，完成了国家队首秀。

## 生涯数据

### 俱乐部
最後更新：2021年4月26日
| 俱乐部       | 赛季     | 联赛     | 联赛 | 联赛 | 杯赛 | 杯赛 | 欧战 | 欧战 | 其他 | 其他 | 合计 | 合计 |
| 俱乐部       | 赛季     | 联赛等级 | 出场 | 进球 | 出场 | 进球 | 出场 | 进球 | 出场 | 进球 | 出场 | 进球 |
| ------------ | -------- | -------- | ---- | ---- | ---- | ---- | ---- | ---- | ---- | ---- | ---- | ---- |
| 布拉格斯巴达 | 2018–19  | 捷甲     | 19   | 3    | 4    | 1    | —    | —    | —    | —    | 23   | 4    |
| 布拉格斯巴达 | 2019–20  | 捷甲     | 34   | 7    | 4    | 1    | 1    | 1    | —    | —    | 39   | 9    |
| 布拉格斯巴达 | 2020–21  | 捷甲     | 19   | 15   | 3    | 0    | 1    | 0    | —    | —    | 23   | 15   |
| 布拉格斯巴达 | 合计     | 合计     | 67   | 18   | 10   | 2    | 2    | 1    | 0    | 0    | 79   | 21   |
| 生涯合计     | 生涯合计 | 生涯合计 | 67   | 18   | 10   | 2    | 2    | 1    | 0    | 0    | 79   | 21   |

## 荣誉及成就
布拉格斯巴達
- 捷克盃冠軍：2019–20

勒沃库森
- 德国足球甲级联赛冠軍：2023–24[6]
- 德国足协杯冠軍：2023–24[7]

### 个人
奖项
- 捷克年度最佳年轻球员：2019[8]